# 빌리 버크 (남자 배우)
빌리 버크(Billy Burke, 1966년 11월 25일 ~ )는 미국의 배우, 음악가이다. 트와일라잇 영화 시리즈의 등장 인물 찰리 스완 역으로 유명하다.

## 출연 작품

### 영화
- 마피아 (1998)
- 코모도 (1999, Komodo)
- 스파이더 게임 (2001)
- 래더 49 (2004)
- 피스트 오브 러브 (2007)
- 트와일라잇 (2008)
  - 뉴문 (2009)
  - 이클립스 (2010)
  - 브레이킹 던 part 1 (2011)
  - 브레이킹 던 part 2 (2012)
- 킬 위드 미 (2008)
- 드라이브 앵그리 3D (2011)
- 레드 라이딩 후드 (2011)
- 용의자: 폭탄 테러를 막아라 (2012)
- 라이트 아웃 (2016)
- 브레이킹 인 (2018, Breaking In)
- 배트맨: 더 롱 할로윈, 파트 투 (2021) - 제임스 고든

### 텔레비전
- 파티 오브 파이브 (1994)
- 스타 트렉: 딥 스페이스 나인 (1994)
- 불멸의 사나이 (1995)
- 24 (2002-03)
- 길모어 걸스 (2003)
- 탐정 몽크 (2004)
- 로앤오더: 범죄 전담반 (2007)
- 프린지 (2008)
- 클로저 (2009-12)
- 리졸리 앤 아일스 (2010-12)
- 레볼루션 (2012-14)
- 메이저 크라임 (2015-18)
- 주 (2015-17)
- 시카고 PD (2016)
- FBI (2018)
- 9-1-1: 론 스타 (2020-현재)
- 조용한 희망 (2021)